# Croton sesseianus
Croton sesseianus är en törelväxtart som beskrevs av Ping Tao Li. Croton sesseianus ingår i släktet Croton och familjen törelväxter. Inga underarter finns listade i Catalogue of Life.